# Càrn Eighe
Der Càrn Eighe, manchmal auch als Càrn Eige bezeichnet, ist mit seiner Höhe von 1.183 m (3.881 ft) m der höchste Berg im nördlichen Schottland, nördlich des Great Glen. Er ist als Munro und Marilyn eingestuft. Sein gälischer Name kann in etwa mit Berg der Feile oder Berg der Scharte übersetzt werden. Der Càrn Eighe liegt in der Council Area Highland auf der Grenze zwischen den Area Committees Inverness und Ross and Cromarty, im früheren Gebiet des Chisholm-Clans. Nördlich des Berges liegt Glen Cannich mit dem Loch Mullardoch, südlich Glen Affric mit dem Loch Affric.
Der Berg ist sehr abgelegen, etwa zehn Kilometer von der nächsten größeren Straße. Allerdings gibt es im Glen Affric die Jugendherberge Alltbeithe, die etwas näher liegt. In Bezug auf seine topographische Prominenz von 1147 m nimmt der Berg nach dem Ben Nevis den zweiten Rang auf den Britischen Inseln ein. Südlich benachbart ist der mit 1.181 m (3.875 ft) nur geringfügig niedrigere Mam Sodhail, mit dem der Càrn Eighe einen Doppelgipfel bildet. Beide Gipfel weisen in etwa die Form einer dreiseitigen Pyramide auf. Nach Norden führt ein Grat über den 917 m (3.009 ft) hohen Vorgipfel Stob Coire Lochan und den Bealach Beag, einen etwa 830 m hohen Sattel zum benachbarten, 1.005 m (3.297 ft) hohen Beinn Fhionnlaidh, der ebenfalls als Munro eingestuft ist. Nach Osten führt ein langer gewundener Grat über mehrere Zwischengipfel zum rund 4,5 km entfernten Tom a’ Choinich, mit 1.112 m (3.648 ft) ebenfalls ein Munro.

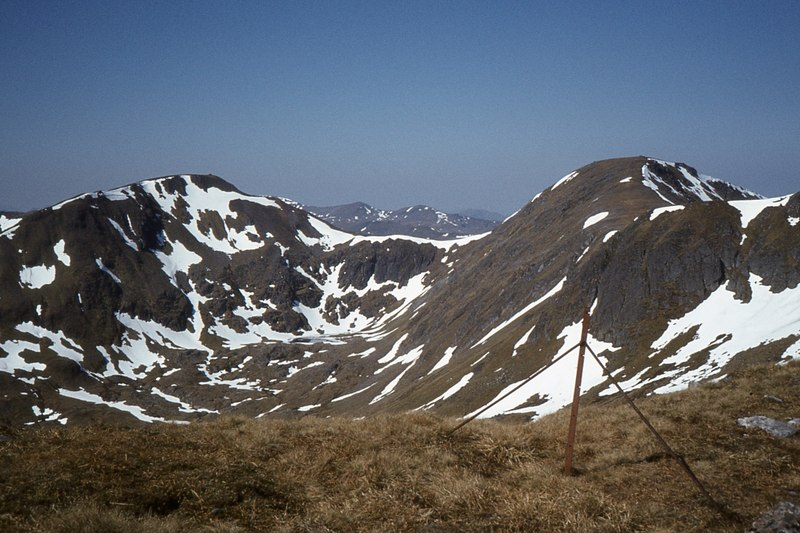
Der Càrn Eighe (rechts) und der Mam Sodhail (links) von Osten
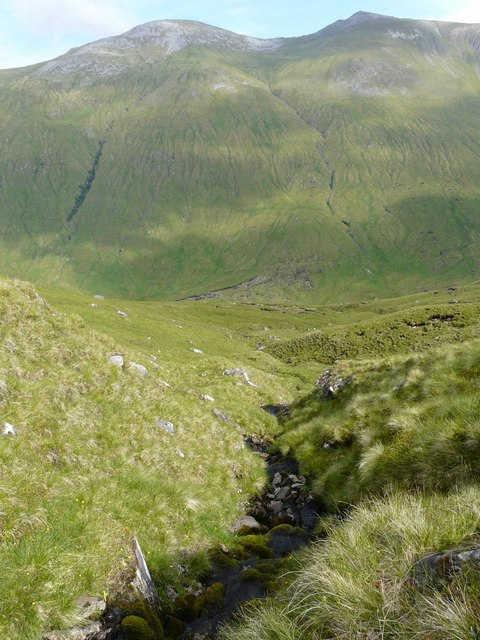
Blick vom westlich gelegenen Mullach na Dheiragain auf Càrn Eighe (links) und Mam Sodhail (rechts)
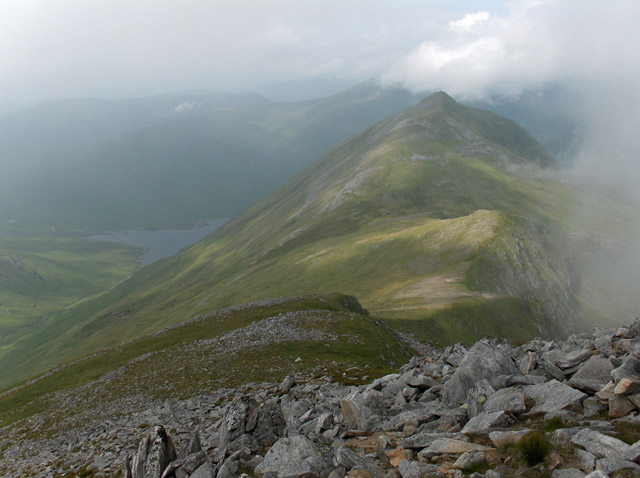
Blick vom Gipfel über den Nordgrat in Richtung Beinn Fhionnlaidh, links Loch Mullardoch
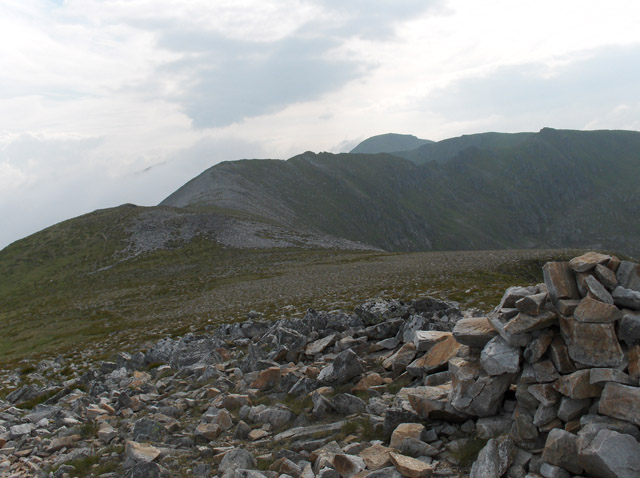
Der Ostgrat, Blick vom Zwischengipfel Sròn Garbh nach Westen zum Hauptgipfel

Eine Besteigung des Càrn Eighe wird von den meisten Munro-Baggern mit der des Mam Sodhail kombiniert. Ausgangspunkte sind zwei Parkplätze an der Fahrstraße in das Glen Affric am Westende von Loch Beinn a’ Mheadhoin. Der kürzeste Zustieg führt durch das Gleann nam Fiadh und über den Ostgrat zum Gipfel. Alternativ kann durch das Coire Leachavie oder über dessen Ostgrat zunächst der Mam Sodhail bestiegen werden, ein kurzer Verbindungsgrat führt zum Gipfel des Càrn Eighe.